# Revival (Eminem-Album)
Revival (englisch für „Wiederbelebung“) ist das neunte Soloalbum des US-amerikanischen Rappers Eminem. Es erschien am 15. Dezember 2017 über die Labels Shady Records, Aftermath Entertainment und Interscope Records.

## Vorgeschichte und Entstehung
Eminems letztes Studioalbum The Marshall Mathers LP 2 erschien bereits 2013. Anschließend arbeitete er am Sampler Shady XV seines Labels Shady Records sowie an dem Soundtrack Southpaw. Erstmals im Oktober 2016 gab Eminem bekannt, an seinem neunten Studioalbum zu arbeiten. Dazu veröffentlichte er den Song Campaign Speech, in dem er sich unter anderem negativ gegenüber dem damaligen US-Präsidentschaftskandidaten Donald Trump äußerte. Im Laufe des Jahres 2017 wurde bestätigt, dass der Rapper mit seinem Produzent Dr. Dre an dem Album arbeite. In einem Gespräch mit Elton John für das Interview Magazine im Dezember 2017 erklärte Eminem, dass er seit über einem Jahr an Revival arbeite und rund 50 Songs aufgenommen habe, aus denen er die besten wählte. Zwei Tage vor Veröffentlichung wurde das Album von Unbekannten ins Internet gestellt.

## Vermarktung
Am 10. Oktober 2017 veröffentlichte Eminem im Rahmen der BET Awards den Freestyle The Storm, bei dem er erneut US-Präsident Donald Trump scharf angriff und seine Fans aufforderte, sich zwischen ihm und Trump zu entscheiden, womit die Promophase zum Album begann.
Eminems Manager Paul Rosenberg veröffentlichte am 25. Oktober 2017 ein Foto von Yelawolfs neuem Album Trial by Fire auf Instagram, bei dem im Hintergrund auf einer Hauswand die Werbung für ein vermeintliches Medikament namens Revival zu sehen ist, wobei das E im Schriftzug REVIVAL, wie in Eminems Logo, verkehrt herum dargestellt ist. Zeitgleich wurde auch eine Webseite erstellt, auf der das vermeintliche Arzneimittel beworben wird und dabei in einem Video und Texten auf verschiedene Lieder von Eminem angespielt wird.
Am 8. November 2017 veröffentlichte der Rapper auf Twitter das Bild eines vermeintlichen ärztlichen Rezepts mit dem Schriftzug „Walk on Water“ – Take as needed. Auf dem Bild befand sich ebenfalls der Revival-Schriftzug. Dies fungierte als Ankündigung für die zwei Tage später erschienene erste Single Walk on Water, deren Refrain von Beyoncé gesungen wird. Mit diesem Lied trat Eminem, in Begleitung der Sängerin Skylar Grey, die den Text des Refrains schrieb, am 12. November bei den MTV Europe Music Awards und am 18. November 2017 in der Sendung Saturday Night Live auf.
Die vermeintliche Medikamentenwerbung zum Album wurde am 28. November 2017 auf dem Instagram-Account von Dr. Dre aufgelöst und dabei das Erscheinen von Revival für den 15. Dezember 2017 angekündigt. Am 5. Dezember 2017 veröffentlichte Eminem die offizielle Titelliste auf seinem Twitter-Account.
Die zweite Single Untouchable erschien am 8. Dezember 2017. Am 14. Dezember 2017 trat Eminem mit Skylar Grey bei BBC Radio 1 auf und spielte Walk on Water und vier ältere Songs live. Zeitgleich mit dem Album wurde am 15. Dezember 2017 der Song River als dritte Single veröffentlicht.
Eine Extended Version von Nowhere Fast wurde am 17. März 2018 als vierte Single veröffentlicht. Am 3. April 2018 erschien zudem ein Musikvideo zum Song Framed.

## Inhalt
Eminem setzt sich auf Revival sowohl mit politischen Themen, die sein Heimatland USA betreffen (z. B. auf Untouchable, Like Home), als auch mit persönlichen Themen (z. B. auf Bad Husband, Castle, Arose) und seiner Rapkarriere (z. B. auf Walk on Water, Believe) auseinander. Wie schon auf dem Vorgängeralbum The Marshall Mathers LP 2 sind recht viele gesungene Refrains enthalten, die überwiegend von Gastmusikern interpretiert werden.
Im ersten Song Walk on Water setzt Eminem sich mit den hohen Erwartungen der Fans an seine Musik auseinander, wobei er sich fragt, ob seine früheren Alben dafür verantwortlich seien, da diese den Standard zu hoch gesetzt hätten und seine jetzigen Werke immer mit diesen verglichen werden. Mit Believe knüpft der Rapper an den ersten Track an, zeigt sich aber selbstbewusster und richtet sich direkt an seine Hörer, denen er die Frage stellt, ob sie immer noch an ihn glauben. Dagegen ist Chloraseptic eine Abrechnung mit dem modernen Hip-Hop in den Vereinigten Staaten, wobei Eminem vor allem den sogenannten Mumble Rap (engl. to mumble „murmeln“, „nuscheln“) angreift. Untouchable befasst sich mit dem alltäglichen Rassismus in den USA und geht dabei besonders auf die Polizeigewalt der jüngeren Vergangenheit ein, der oft Dunkelhäutige zum Opfer fielen. River handelt von einer Liebesbeziehung, in der sich beide Partner betrügen, wobei die Frau von ihrer Affäre schwanger wird und das Kind schließlich abtreibt. Dagegen ist Remind Me ein humoristischer Song, bei dem ein Mann einer Frau seine Liebe gesteht, weil sie ihn an sich selbst erinnert. In Like Home singt Eminem eine Hymne auf die Vereinigten Staaten als seine Heimat und greift gleichzeitig Präsident Donald Trump an, dem er vorwirft, die Bevölkerung zu spalten. Ein sehr persönlicher Song ist Bad Husband, bei dem Eminem über seine familiären Beziehungen rappt und über den Widerspruch, seiner Tochter Hailie ein guter Vater, aber seiner Ex-Frau Kim ein schlechter Ehemann gewesen zu sein. Tragic Endings handelt wiederum von einer unglücklichen Liebesbeziehung, in der die Frau den Mann psychisch unter Druck setzt und beide zusammen bleiben, obwohl es ihnen nicht gut tut.
Auf Framed ändert Eminem die Thematik komplett und rappt im Horrorcore-Stil, der an sein Album Relapse erinnert, aus der Sicht eines Serienmörders, der verhaftet wird und seine Taten abstreitet. In Nowhere Fast blickt der Rapper auf seine Karriere zurück und zieht Parallelen zur Schnelllebigkeit der gesamten Welt, wobei er auch auf aktuelle Gefahren hinweist, wie die Atomwaffentests in Nordkorea. Heat ist hingegen wieder ein lustiger Song, bei dem der Protagonist mit verschiedenen Sprüchen versucht, eine attraktive Frau für sich zu gewinnen und zahlreiche sexuelle Anspielungen macht. In Offended stellt Eminem klar, dass er keine der Beleidigungen, die er während seiner Karriere ausgeteilt hat, bereut. Er greift erneut Donald Trump sowie dessen Familie an und rappt besonders die dritte Strophe in sehr hohem Tempo. Der Popsong Need Me, von dem ein Großteil gesungen wird, behandelt zum wiederholten Mal eine unglückliche Liebesbeziehung, in der die Partner weder mit- noch ohneeinander können und nicht den Mut haben, Schluss zu machen. Auf dem Track In Your Head setzt sich Eminem kritisch mit seiner Karriere und vor allem seinem Alter Ego Slim Shady auseinander. Er fragt sich, was manchmal in seinem Kopf vorgehe und ob er sein Privatleben zu stark mit in die Texte einfließen ließ, nur um die Hörerschaft zu unterhalten.
Die beiden letzten Songs sind sehr persönlich gehalten und behandeln unter anderem Eminems beinahen Tod durch eine Überdosis Methadon Ende 2007. In Castle richtet sich der Rapper direkt an seine Tochter Hailie in Form von Briefen, die er jeweils im Dezember 1995, 1996 und 2007 schreibt. Im ersten Brief berichtet er, wie er sich kurz vor ihrer Geburt auf sie freut und gleichzeitig aufgeregt ist, da er zu dieser Zeit selbst kaum etwas zum Leben hatte. Ein Jahr später versucht Eminem, sich und die Familie mit Rap über Wasser zu halten, wobei sein erstes Album Infinite floppt, doch er die Hoffnung nicht verliert. Im letzten Brief 2007 entschuldigt sich der Rapper bei seiner Tochter, dass so viele private Dinge während seiner Karriere an die Öffentlichkeit gelangten. Sie solle ihn in guter Erinnerung behalten, falls er sterbe, da er zu dieser Zeit schwer medikamentenabhängig war. Am Ende des Liedes ist zu hören, wie Eminem eine Dosis Pillen einnimmt und zu Boden geht. Die Erzählung wird in Arose fortgesetzt: Eminem wacht nach der Überdosis im Krankenhaus auf, wo er an Maschinen angeschlossen ist. Er richtet sich erneut an Hailie und entschuldigt sich, dass er zu Weihnachten nicht zu Hause sein kann und Angst habe, ihren weiteren Lebensweg nicht mehr begleiten zu können. Eminem spürt, wie er sich langsam auf den Weg zu seinem besten Freund Proof macht, der 2006 erschossen wurde und über dessen Tod er nur schwer hinweg kam. Doch plötzlich beginnt sein Herz wieder zu schlagen und seine Atmung setzt wieder ein. Der Beat wechselt zurück zum Instrumental von Castle und Eminem rappt den letzten Vers des Liedes mit geändertem Text. Er spült die Tabletten diesmal am Ende die Toilette hinunter statt sie einzunehmen.

## Produktion und Samples
An der Produktion von Revival waren 20 verschiedene Musikproduzenten beteiligt, wobei Dr. Dre und Rick Rubin als Ausführende Produzenten fungierten. Die meisten Instrumentals stammen von Rick Rubin, der die Lieder Walk on Water (zusammen mit Skylar Grey), Remind Me, Heat und Arose produzierte. Alex da Kid steuerte die Beats zu Bad Husband (mit Eminem), Tragic Endings und Need Me bei, während Scram Jones den Song In Your Head produzierte. Eminem selbst war zudem an der Produktion von Believe (in Zusammenarbeit mit Luis Resto und Mr. Porter), Like Home (mit Just Blaze), Framed (mit Fredwreck), Offended (mit Illa da Producer) und Untouchable (mit Mark Batson, Emile Haynie und Mr. Porter) beteiligt. Weitere Instrumentals stammen von Emile Haynie (River), Rock Mafia und Hit-Boy (Nowhere Fast), Mr. Porter (Chloraseptic) sowie DJ Khalil (Castle). Außerdem wurden die Skits Remind Me (Intro) und Revival (Interlude) von Dr. Dre, Theron Feemster und Trevor Lawrence Jr. bzw. von Frequency und Aalias produziert.
Neun Lieder des Albums enthalten Samples von Songs anderer Künstler. So baut der Beat und Refrain des Tracks In Your Head auf dem Stück Zombie der irischen Band The Cranberries auf. Der Refrain von Remind Me ist an das Lied I Love Rock ’n’ Roll von Joan Jett and the Blackhearts angelehnt, wobei der Titel ebenfalls Elemente der Songs P.S.K. What Does It Mean? von Schoolly D und Bust a Move von dem Rapper Young MC enthält. Untouchable sampelt die Stücke Earache My Eye von dem Comedy-Duo Cheech und Chong sowie Born to Roll von der Rapgruppe Masta Ace Incorporated. Das Interlude Revival beinhaltet Elemente von Human of the Year der Sängerin Regina Spektor, und der Song Framed sampelt den Track Pilgrim von C&K Vocal. Heat enthält Samples von King of Rock der Rapgruppe Run-D.M.C. sowie von Girls der Rapgruppe Beastie Boys. Im Track Offended sind Elemente von In You (I Found a Love) des Sängers Charles Bradley enthalten, während Arose die Lieder I’m Gonna Love You Just a Little More, Baby von Barry White sowie The Rose von der Sängerin Bette Midler sampelt. Außerdem enthält Chloraseptic Elemente des Songs It’s My Thing von dem Hip-Hop-Duo EPMD.

## Covergestaltung
Das Albumcover wurde am 7. Dezember 2017 veröffentlicht. Es zeigt die Flagge der Vereinigten Staaten. Dahinter ist Eminem zu erkennen, der sich eine Hand vor das Gesicht hält. Rechts oben im Bild befindet sich der weiß-rote Schriftzug Revival.

## Gastbeiträge
Auf elf Liedern des Albums sind neben Eminem weitere Künstler vertreten, wobei vor allem Sängerinnen zu hören sind. So wird der Refrain des Lieds Walk on Water von der US-amerikanischen Sängerin Beyoncé gesungen, während die Pop-Künstlerin Pink auf Need Me in Erscheinung tritt. Auf Like Home wird Eminem von der Sängerin Alicia Keys unterstützt, und das Interlude Revival wird von Alice and the Glass Lake gesungen. Das Stück Bad Husband ist eine Kollaboration mit der Alternative-Rock-Band X Ambassadors, während die Sängerin Skylar Grey einen Gastauftritt im Song Tragic Endings hat. Der britische Sänger Ed Sheeran ist auf River zu hören, und die noch recht unbekannten Rapper Phresher und Kent Jones treten auf Chloraseptic bzw. Offended in Erscheinung. Zudem arbeitet Eminem auf Nowhere Fast mit der R&B-Sängerin Kehlani zusammen, während die Sängerin Liz Rodrigues auf Castle einen Gastbeitrag hat.

## Titelliste
| #  | Titel               | Gastbeiträge             | Produzent                                        | Länge |
| -- | ------------------- | ------------------------ | ------------------------------------------------ | ----- |
| 1  | Walk on Water       | Beyoncé                  | Rick Rubin und Skylar Grey (Co)                  | 5:03  |
| 2  | Believe             |                          | Eminem, Luis Resto (Add) und Mr. Porter (Add)    | 5:15  |
| 3  | Chloraseptic        | Phresher                 | Mr. Porter                                       | 5:01  |
| 4  | Untouchable         |                          | Eminem, Mark Batson, Emile Haynie und Mr. Porter | 6:10  |
| 5  | River               | Ed Sheeran               | Emile Haynie                                     | 3:41  |
| 6  | Remind Me (Intro)   |                          | Dr. Dre, Theron Feemster und Trevor Lawrence Jr. | 0:26  |
| 7  | Remind Me           |                          | Rick Rubin                                       | 3:45  |
| 8  | Revival (Interlude) | Alice and the Glass Lake | Frequency und Aalias                             | 0:51  |
| 9  | Like Home           | Alicia Keys              | Just Blaze und Eminem (Co)                       | 4:05  |
| 10 | Bad Husband         | X Ambassadors            | Alex da Kid und Eminem (Co)                      | 4:47  |
| 11 | Tragic Endings      | Skylar Grey              | Alex da Kid                                      | 4:12  |
| 12 | Framed              |                          | Fredwreck und Eminem (Co)                        | 4:13  |
| 13 | Nowhere Fast        | Kehlani                  | Rock Mafia und Hit-Boy                           | 4:24  |
| 14 | Heat                |                          | Rick Rubin                                       | 4:10  |
| 15 | Offended            | Kent Jones               | Illa da Producer und Eminem (Co)                 | 5:20  |
| 16 | Need Me             | Pink                     | Alex da Kid                                      | 4:25  |
| 17 | In Your Head        |                          | Scram Jones                                      | 3:02  |
| 18 | Castle              | Liz Rodrigues            | DJ Khalil                                        | 4:14  |
| 19 | Arose               |                          | Rick Rubin                                       | 4:34  |

## Kritiken
Revival wurde von Kritikern überwiegend durchschnittlich und vor allem von deutschen Medien eher negativ bewertet. Die Seite Metacritic errechnete aus 24 Kritiken englischsprachiger Medien einen Schnitt von 50 %, was dem schlechtesten Durchschnitt aller Soloalben Eminems entspricht.
Von laut.de bekam das Album zwei von möglichen fünf Punkten. Der Rezensent Stefan Johannesberg kritisiert vor allem die rockigen Produktionen von Rick Rubin, aber auch Eminem, den er „als Parodie seiner selbst in seiner Schublade gefangen“ und „im falschen Rapfilm hängen geblieben“ sieht. Jedes Run-D.M.C.-Album sei „frischer als dieser Sound“ und Eminem habe scheinbar „auf dem Vorgänger Marshall Mathers LP 2 alle Energie und Gedanken aus sich heraus gespittet.“ Neben „ein paar schönen Pop-Songs mit Ed Sheeran und Pink“ sei das letzte Lied Arose der einzige Lichtblick des Albums.
Auf Hiphop.de war bereits im Vorfeld zu lesen, Eminem könne aus seiner Position heraus „nur verlieren“. Chefredakteur Aria Nejati schrieb, das Album sei ein beabsichtigter Gegenentwurf des aktuellen Hiphop-Zeitgeistes: „Wenn alle ihre Texte lallen, macht Em das Gegenteil. Er rappt klarer und deutlicher als je zuvor. Die Konsequenz ist unbequem, denn […] besonders musikalisch ist das alles nicht. Das Motto lautet: Wenn alle nur noch Hooks machen, mache ich gar keine mehr.“ Eminem stehe erfolgstechnisch zwar weiterhin an der Spitze, sei aber „schon lange nicht mehr der hungrige Underdog“.
Auf der Internetseite rappers.in erhielt der Tonträger 2,5 von sechs möglichen Punkten. Es wird als „mittelmäßiges Album mit einigen Ausfällen, die jedoch durch ein paar gute Pop-Hooks kaschiert werden“ bezeichnet. Eminem rappe „technisch sauber“, doch mit eintönigem Flow, wobei die Texte zum Teil mit Zwang konstruiert wirkten und „als Steigbügelhalter für technisches Geflexe“ dienten. Die „glorreichen Jahre“ des Rappers seien „endgültig vorbei“ und Revival sei letztendlich ein „schrecklich konstruiertes, zwanghaft politisiertes und musikalisch uninteressantes Album.“
Die Online-Redaktion der Zeitung Die Welt bezeichnet Revival als „musikalisches Desaster“. Es sei eine „Anbiederung an den Zeitgeist“, beinhalte zu viele Gastbeiträge und vermische „zu viele Musikstile“. Der Autor Thore Barfuss meint, „die Songs wirken wie eine zusammenhanglose Aneinanderreihung von vielen neuen und alten Eminem-Motiven“, wobei Eminem „von hochmodernem Rap“ zu „schnulzigen“ Duetten springe. Dennoch sei er „der technisch beste Rapper“ und habe vielfältige „Reimketten, Wortspiele und Technikvariationen“, die auch „die misslungene musikalische Untermalung nicht kaputt machen“. Das Album sei „am stärksten, wenn es persönlich wird“ und Eminem über die Beziehung zu seiner Ex-Frau Kim und zu seiner Tochter Hailie rappe. Vor allem „die letzten beiden Songs“ werden als „Lichtblick“ und „Höhepunkt“ bezeichnet.
Auf der Online-Präsenz des Sterns wird Eminem ein „weichgespültes Verbalgenie“ genannt. Das Album sei von Popmusik durchtränkt und publikumsfreundlicher als seine früheren Werke. Dennoch habe der Rapper nicht „an verbaler Genialität eingebüßt“ und könne „auch mit 45 Jahren kluge, doppeldeutige und überaus witzige Texte schreiben und in hohem Tempo einrappen.“
Dennis Pohl vergleicht Eminem auf Spiegel Online mit einem „Leistungssportler nach dem dritten Kreuzbandriss – er ist seit Jahren auf vergeblicher Formsuche“. Die politische Ausgangslage mit Donald Trump als Präsident wäre für ihn „eigentlich ideal“, doch Revival verfestige die „Gewissheit: Eminem war nie ein Künstler, der viel zu sagen hatte. Vielmehr waren seine Texte Lehrstücke darin, auf sehr clevere und talentierte Weise Belangloses zu ventilieren.“ Er habe die Chance, „seiner Karriere tatsächlich einen neuen Spin, ein dringend nötiges „Revival“ zu gönnen“, vertan. Auch die Produktionen werden als „verblüffend gestriges Klanggerüst“, das „man vor 20 Jahren für innovativen Rap hielt“,
kritisiert.
Die Zeit sieht in Revival eine langweilige „Rückkehr zum Crossover-Sound der späten neunziger Jahre“, wobei der Rapper zwischen harten und poppigen Tracks hin- und herspringe. Am besten sei Eminem, „wenn er nicht zum Rappen verdammt erscheint, sondern den Spaß daran spürbar macht: wenn sein alter Humor aufblitzt“, doch diese Momente seien auf Revival „von kurzer Dauer“.
Lediglich die Online-Ausgabe der FAZ bewertete das Album positiver. Die Autorin Livia Gerster meint, Revival biete „alles, was man auch von einem guten Film erwarten würde: Pathos und Witz, Reue und Hoffnung.“ Eminem ruhe sich „nicht einfach auf gefälligen Hits aus, sondern gibt seinem Album einen ganz neuen, ungewöhnlichen Klang. „In Your Head“ und „Arose“ gehören zu den persönlichsten und berührendsten Songs.“ Am besten sei der Rapper da, „wo er von sich erzählt, vom Gewinnen und Verlieren, Aufstehen und Weitermachen, von seiner Kindheit, seiner Ehe, seiner Tochter, seinen Drogen.“

## Kommerzieller Erfolg

### Chartplatzierungen und Singles
Revival stieg am 22. Dezember 2017 auf Platz 2 in die deutschen Charts ein und belegte in den folgenden Wochen Rang 5 und 6. Insgesamt konnte es sich 22 Wochen in den Top 100 halten. Die Spitzenposition erreichte das Album dagegen unter anderem in den Vereinigten Staaten, Großbritannien, der Schweiz, Kanada, Australien, Norwegen, Finnland und den Niederlanden. In den deutschen Album-Jahrescharts 2017 belegte es Platz 67 und 2018 Rang 58.
| ChartsChartplatzierungen       | Höchstplatzierung | Wochen |
| ------------------------------ | ----------------- | ------ |
| Deutschland (GfK)              | 2 (22 Wo.)        | 22     |
| Österreich (Ö3)                | 2 (19 Wo.)        | 19     |
| Schweiz (IFPI)                 | 1 (23 Wo.)        | 23     |
| Vereinigte Staaten (Billboard) | 1 (31 Wo.)        | 31     |
| Vereinigtes Königreich (OCC)   | 1 (36 Wo.)        | 36     |

| ChartsJahrescharts (2017)    | Platzierung |
| ---------------------------- | ----------- |
| Deutschland (GfK)            | 67          |
| Österreich (Ö3)              | 66          |
| Vereinigtes Königreich (OCC) | 20          |

| ChartsJahrescharts (2018)      | Platzierung |
| ------------------------------ | ----------- |
| Deutschland (GfK)              | 58          |
| Österreich (Ö3)                | 71          |
| Schweiz (IFPI)                 | 6           |
| Vereinigte Staaten (Billboard) | 32          |
| Vereinigtes Königreich (OCC)   | 32          |

Am 10. November 2017 wurde der Song Walk on Water als erste Single zum Download veröffentlicht. Das Lied erreichte Platz 16 der deutschen Charts. Die zweite Single Untouchable erschien am 8. Dezember 2017 und belegte Rang 88 der Charts. Am Erscheinungstag des Albums folgte mit River die dritte Auskopplung, die am erfolgreichsten war, Position 2 erreichte und für mehr als 200.000 verkaufte Einheiten in Deutschland 2018 eine Goldene Schallplatte erhielt. Nach Veröffentlichung des Albums stiegen außerdem die Songs Believe (# 41), Remind Me (# 51), Like Home (# 52), Bad Husband (# 69), Tragic Endings (# 77), Nowhere Fast (# 98) und Chloraseptic (# 100) in die deutschen Charts ein. Eine Extended Version von Nowhere Fast wurde am 17. März 2018 als vierte Single veröffentlicht.

### Auszeichnungen für Musikverkäufe
Revival verkaufte sich in der ersten Woche 267.000 Mal in den Vereinigten Staaten und erreichte somit nur etwa ein Drittel der Verkaufszahlen des Vorgängers The Marshall Mathers LP 2, das sich in einer Woche 792.000 Mal verkaufte. Ende Mai 2018 erhielt das Album in Deutschland für mehr als 100.000 Verkäufe eine Goldene Schallplatte. Im Vereinigten Königreich wurde Revival für über 300.000 verkaufte Exemplare mit einer Platin-Schallplatte ausgezeichnet. Die weltweiten Verkaufszahlen belaufen sich auf mehr als 3,5 Millionen Einheiten.
| Land/Region                  | Auszeichnungen für Musikverkäufe (Land/Region, Auszeichnung, Verkäufe) | Verkäufe  |
| ---------------------------- | ---------------------------------------------------------------------- | --------- |
| Australien (ARIA)            | Platin                                                                 | 70.000    |
| Dänemark (IFPI)              | Platin                                                                 | 20.000    |
| Deutschland (BVMI)           | Gold                                                                   | 100.000   |
| Finnland (IFPI)              | Platin                                                                 | 20.000    |
| Frankreich (SNEP)            | Platin                                                                 | 100.000   |
| Italien (FIMI)               | Gold                                                                   | 25.000    |
| Kanada (MC)                  | Platin                                                                 | 80.000    |
| Neuseeland (RMNZ)            | Gold                                                                   | 7.500     |
| Norwegen (IFPI)              | Platin                                                                 | 20.000    |
| Österreich (IFPI)            | Platin                                                                 | 15.000    |
| Polen (ZPAV)                 | Gold                                                                   | 10.000    |
| Vereinigte Staaten (RIAA)    | Platin                                                                 | 1.000.000 |
| Vereinigtes Königreich (BPI) | Platin                                                                 | 321.000   |
| Insgesamt                    | 4× Gold · 9× Platin ·                                                  | 1.788.500 |

Hauptartikel: Eminem/Auszeichnungen für Musikverkäufe